# Pteronymia posadensis
Pteronymia posadensis är en fjärilsart som beskrevs av Köhler 1929. Pteronymia posadensis ingår i släktet Pteronymia och familjen praktfjärilar. Inga underarter finns listade.